# 小柴重吉
小柴 重吉（こしば じゅうきち、1908年11月17日 - 没年不詳）は、日本の元アマチュア野球選手、野球指導者、元プロ野球審判であった人物である。

## 経歴・人物
- 兵庫県神戸市出身。
- 旧制第一神港商業学校時代は捕手としてプレーし、第二次世界大戦後に全鐘紡監督を務めた町田重信とバッテリーを組み、山下実、島秀之助ともチームメートであった[1]。
- 1924年の第10回全国中等学校優勝野球大会準々決勝の広島県立広島商業学校戦で本塁打を打っている[2]。
- 第一神港商業学校卒業後は兵庫県立神戸高等商業学校を経て川西機械製作所で野球を続け、1932年の「第6回全日本都市対抗野球大会」に全神戸チームの一員として出場し、優勝の大栄冠を獲得した[3]。
- 1935年には当時大日本帝國領土であった台湾へ渡り、台南州団チームの一員として「第9回都市対抗野球大会」に出場した[3]。
- 第二次世界大戦後は神戸市灘区に在住し、戦後の学制改革により神戸市立神港商業高等学校と名前が変わった母校に教師として赴任し、野球部を指導した[4]。またこの時代には神戸の小柴の家では後のセントラル・リーグ関西事務所長を務めた小島善平一家が居候し、小柴宅の近くには球界復帰前の川上哲治と青田昇が住んでいた家が在ったという[4]。
- 1950年の日本プロ野球ニリーグ制分立により発足したセントラル・リーグに審判員として登録。同年3月10日の中日ドラゴンズ 対 大阪タイガース1回戦 （下関市営球場） にて三塁審判を務めた[3]。
- 審判としては1950年から1961年まで登録され、実働12年で1440試合に出場、その間には日本選手権シリーズに一度、オールスターゲームに三度出場した[3]。
- 1962年、審判退職後に阪神タイガースに指導者として入団、監督の藤本定義の下で2年間二軍監督を務めた[3][5]。
- 1963年にジュニアオールスターゲーム（現在のフレッシュオールスターゲーム）が創設された際に、第1回大会（1963年7月24日、明治神宮野球場）のオールウエスタン・リーグ監督を務めた人物でもある。
- 1964年からフロント入りし、チームスコアラーなどを経て資料部長を務める。メディア向けデータベースの構築やチームガイドブックなど、現在のタイガースのメディア対応の原型を整えた人物と言われる[4]。
- 1978年シーズンを最後に球団を退職。これ以後の消息は不明である。